# Taiyutyla corvallis
Taiyutyla corvallis är en mångfotingart som beskrevs av Chamberlin 1952. Taiyutyla corvallis ingår i släktet Taiyutyla och familjen Conotylidae. Inga underarter finns listade i Catalogue of Life.